# Hevaheva minuta
Hevaheva minuta är en insektsart som beskrevs av Crawford 1925. Hevaheva minuta ingår i släktet Hevaheva och familjen spetsbladloppor. Inga underarter finns listade i Catalogue of Life.